# Dějiny LGBT v Česku

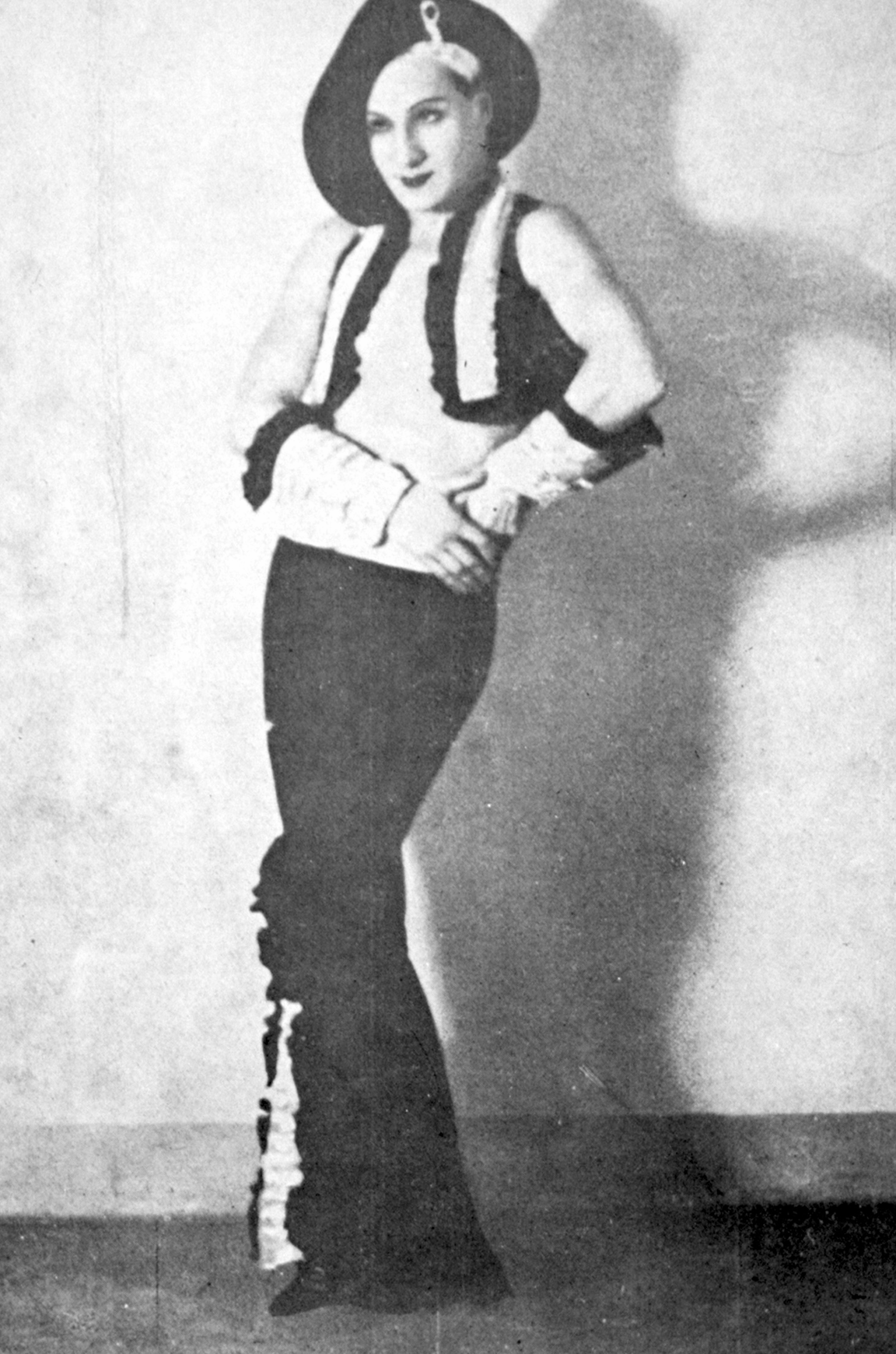
Marcel Ferrari, vítěz soutěže o nejlepší masku na plese Přátelství v pražském paláci Batex, tehdy známém místě setkávání LGBT komunity (1932)

Homosexualita byla v českých zemích ilegální a trestná až do roku 1961. K prvním pokusům o veřejnou sebeidentifikaci české LGBT komunity došlo v období první republiky, téma LGBT se však v českém veřejném prostoru začalo objevovat až od 80. let 20. století. V 90. letech pak započal proces k legislativnímu zrovnoprávnění členů komunity: došlo k odstranění některých diskriminačních právních nařízení, od roku 2006 je v Česku možné uzavírat registrované partnerství, dlouhodobě se pak vede debata o uzákonění stejnopohlavních sňatků.

## Dějiny

### Středověk a novověk
Stejně jako v jiných středověkých a novověkých evropských křesťanských kulturách, byla i v českých zemích homosexualita považována za sodomii a dle platných zákonů byla trestána smrtí. Před rokem 1768 nebyly v českých zemích jednotné právní normy týkající se pohlavního styku mezi osobami stejného pohlaví a v různých regionech či městech se uplatňovaly nejednotné právní přístupy a zvykové normy. Homosexuální chování za sodomii považovaly mj. v českých zemích platné zákoníky Constitutio Criminalis Carolina z roku 1532 císaře Karla V., platného pro celou Svatou říši římskou, Koldínův zákoník městských práv z roku 1569, hrdelní řád Ferdinanda III. a později Josefa I. Existuje řada doložených případů, kdy byl trest smrti nad odsouzenými vykonán, povětšinou byli upáleni. První případ v Praze je doložen z roku 1380.

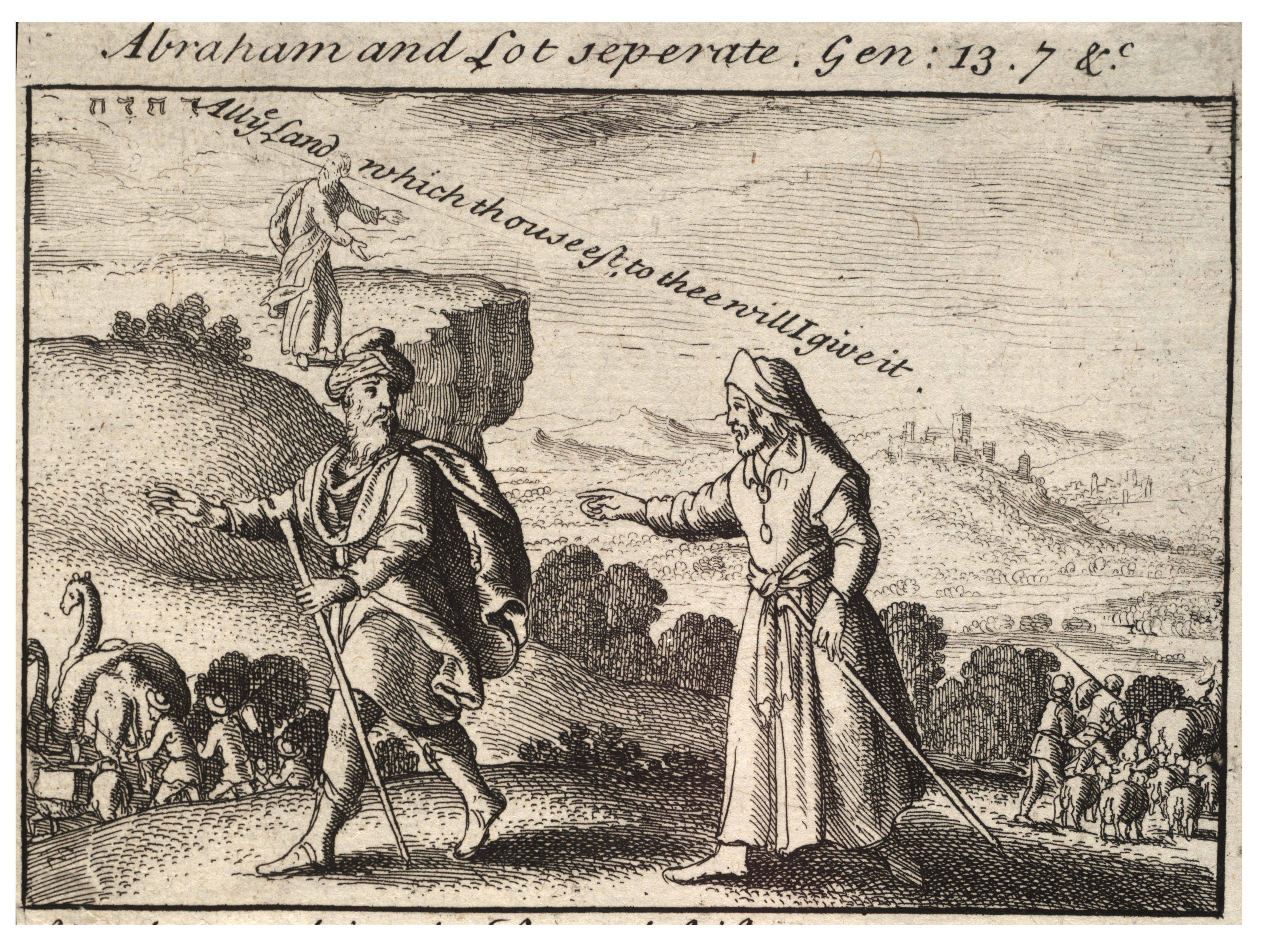
Výjev odchodu Abrahama a Lota ze Sodomy a Gomory od Václava Hollara

Homosexuální aféru v císařské armádě popisuje ve svých pamětech Život, v němž se ukazují některé jízdy a tažení také šlechtic a důstojník Jindřich Michal Hýzrle z Chodů, kdy byl jistý rytmistra Aslborn popraven za opakovaný styk s jinými vojáky. Okolo roku 1670 vyobrazil český malíř a rytec Václav Hollar odchod Abrahama a Lota ze Sodomy a Gomory. Lot je v knize Genesis 18 a 19 popsán jako zbožný heterosexuál, který spolu se svými dcerami přežil požár Sodomy a Gomory kvůli homosexualitě zdejších obyvatel. Jedná se o jeden z nejstarších grafických motivů českého tvůrce související s tématem homosexuality.
Rovněž do českého prostředí pronikly zprávy o soudních procesech se slezským šlechticem Zikmundem z Tschirnhausu (1684–1743), který byl, i přes formální uzavření sňatku roku 1721, opakovaně souzen za homosexuální styk s muži.
Tzv. sodomii kriminalizuje též Trestní zákon Constitutio Criminalis Theresiana Marie Terezie z roku 1768. Na základě zákoníku Constitutio Criminalis Josephina Josefa II. z roku 1787 bylo homosexuální chování vyhodnocováno již jen jako přestupek a spadalo pod pravomoc správních orgánů s trestem buď vězení či nucené práce do jednoho měsíce a/nebo tělesný trest (bičování).

### 19. století
V dalších letech došlo pak k dalšímu mírnění trestů. Od roku 1852 hodnotil § 129 trestního zákona Rakouského císařství Allgemeines Bundesgesetz homosexuální styk jako "smilstvo proti přirozenosti" (českých zemích byl s obměnami uplatňován až do roku 1950). Zákon za tento delikt stanovoval trest vězení od jednoho do pěti let, za závažných okolností až deset let a v případě zranění až dvacet let. Bylo definováno, že nejen soulož, ale také vzájemná masturbace mezi osobami stejného pohlaví naplňuje spáchání činu. Pachatelem byla i osoba, která jen pasivně strpěla takové chování na svém těle. Dle výzkumu v archivech zemských soudů v Praze, Plzni a Hradci Králové bylo za Rakouska-Uherska bylo u těchto soudů obviněno minimálně 117 mužů, z čehož 65 bylo obžalováno a 37 bylo odsouzeno. Míra pronásledování homosexuality za Rakouska-Uherska postupně narůstala, ale ve všech sledovaných soudních obvodech poklesla v období první světové války.

### První republika

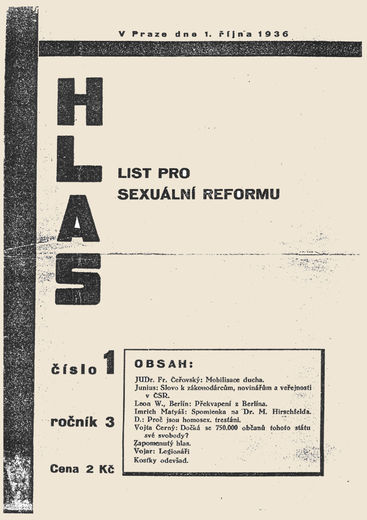
Obálka časopisu Hlas sexuální menšiny z roku 1936

V roce 1918 vzniklé Československo převzalo předešlé uspořádání trestního práva Rakouska-Uherska a homosexuální styk zůstal trestný. V období po první světové válce začal počet pronásledovaných kvůli homosexuálnímu styku stoupat. Mezi lety 1918–1938 bylo za homosexuální činy obviněno minimálně 586 mužů, z nichž 480 bylo obžalováno a 330 bylo odsouzeno. Ve stejném období bylo v českých zemích kvůli homosexuálnímu styku obviněno, obžalováno a odsouzeno minimálně 33 žen. Nárůst stíhání za první republiky byl zřejmě významným faktorem, který podnítil další vznik hnutí bojujících za dekriminalizaci homosexuality. I přes tuto snahu však zůstala trestnost homosexuality platná dle znění § 129 trestního zákoníku z roku 1852. Tresty za homosexuální styk obsahovaly i nové vládní návrhy československých trestních zákonů. Tyto návrhy však nebyly nikdy přijaty. Ve věcech práv homosexuálů se mj. angažoval také slovenský právník Imrich Matyáš.
I přes ilegální rámec dochází v období první čs. republiky k prvním emancipačním krokům. Od konce 19. století začínaly vznikat spolky, které bojovaly za odstranění trestu za homosexualitu, aktivní zejména v Praze a Brně. Roku 1923 došlo k pokusu o založení Vědecko-humánní společnosti, první společnosti sdružující členy LGBT komunity. Na jejím vzniku se podíleli aktivisté za práva sexuálních menšin novinář a někdejší ruský legionář Vojtěch Černý a medik František Jelínek, a sexuolog Erwin Klausner. V Česku vznikly například časopisy Hlas sexuální menšiny a týdeník Nový hlas v Praze, editované bratry Vojtěchem a Františkem Černými, Kamarád v Brně (1932), jehož zakladatelem a šéfredaktorem se stal původem slovenský malíř a grafik Štefan L. Kostelníček, a Hlas přírody (1938). Československá liga za sexuální nápravu (ČLSR) byla aktivní součástí Světové ligy za sexuální nápravu, pátý a poslední sjezd Světové ligy se konal v Brně ve dnech 20. až 26. listopadu 1932. Další organizací bylo mj. Osvětové a společenského sdružení Přátelství (OSSP).
Stejně tak vznikly, především v Praze, večerní podniky, kde se členové LGBT komunity pravidelně scházeli, seznamovali a společně se bavili. Asi nejznámějším a zároveň nejluxusnějším pražským místem byl bar a varietní sál v paláci Batex na pozdější Revoluční třídě, nedaleko Náměstí Republiky. V podniku vedeném Stanislavem Bartošem, posléze pak Antonínem Steimarem, se pak ve 30. letech pořádaly také večírky a maškarní bály, včetně vystoupení drag queens. Vrabec pak nedaleko od Batexu provozoval na nároží Revoluční a Dlouhé ulice hotel Regina, které bylo možno využívat jako hodinový hotel. Podnik navštěvovala mimo převážně mužské společnosti také Jana Mattuschová, aktivistka za práva leseb. Stejně tak se zde setkávali členové redakce časopisu Hlas sexuální menšiny, jehož by Steimar vydavatelem.

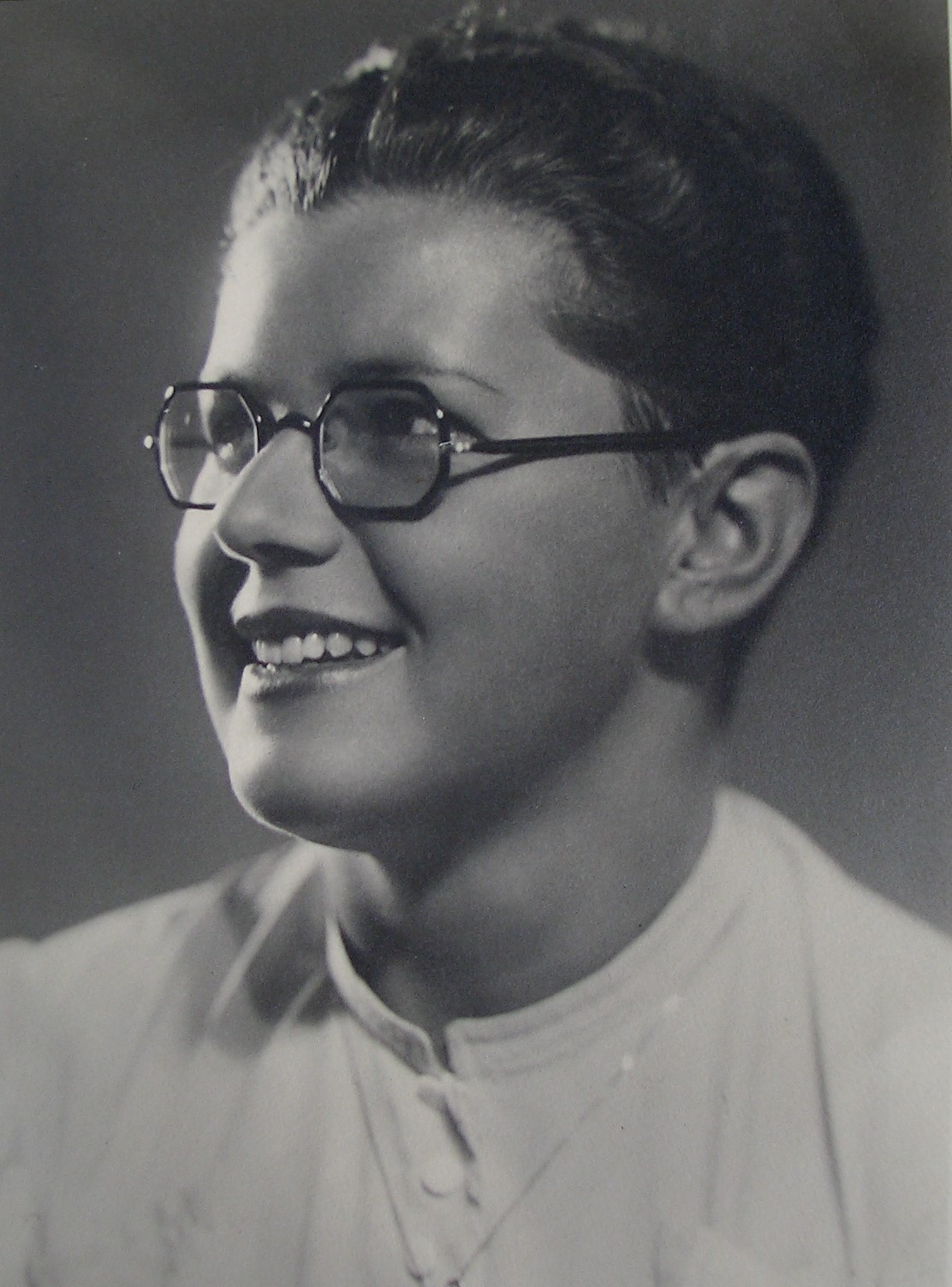
Lída Merlínová

Roku 1924 vydal František Jelínek dílo Homosexualita ve světle vědy, první odborné publikace věnující se problematice LGBT v češtině. V knize mj. vyslovuje hypotézy o příslušnosti některých významných osobností české společnosti ke komunitně gayů a leseb. V roce 1929 vydala spisovatelka Lída Merlínová román s homoerotickou tematikou Vyhnanci lásky, jako první svazek nové erotické edice Faun pražského nakladatele A. Krále. Ten je označován za první český lesbický román.
Jedním z největších případů obvinění a souzení osob za homosexuální styky byla tzv. Plzeňská aféra, v rámci které bylo roku 1932 obviněno celkem 36 mužů, scházejících se v rámci gay komunity v hostinci U Pešků v Plzni. Nakonec však padlo jen několik podmínečných trestů.
Významnou osobností společenského života první republiky byl mj. filmový producent Miloš Havel, o jehož homosexuální orientaci věděl jeho úzký okruh přátel a spolupracovníků. Ve výtvarné avantgardě se proslavila transgender malířka tvořící pod pseudonymem Toyen.

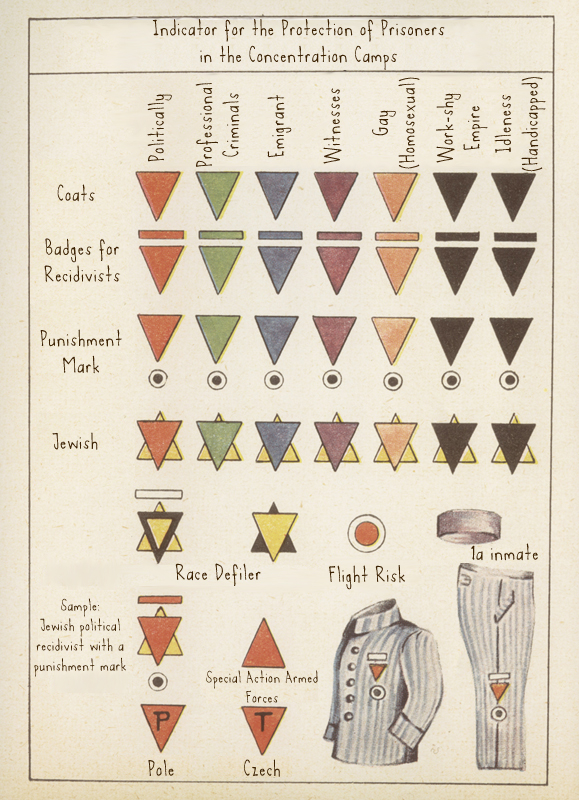
Systém značení vězňů v koncentračních táborech během druhé světové války (růžovým trojúhelníkem byli označováni homosexuálové)

V roce 1937 spáchal v České Lípě na základě obvinění z homosexuality sebevraždu česko-německý nacistický funkcionář Heinz Rutha.

### Protektorát Čechy a Morava
Během německé okupace Čech, Moravy a Slezska a zřízení Protektorátu Čechy a Morava byla homosexualita nacistickým režimem pronásledována a postihována. Prvorepublikové LGBT spolky musely ukončit svou činnost, většinou již po nástupu tzv. druhé republiky roku 1938. Nacisté, přísně vyznávající model tradiční rodiny, homosexuály vyhledávali a následně zavírali do vězení či posílali do koncentračních táborů na základě § 175. Po skončení druhé světové války se přeživší oběti nedočkaly žádných reparací. O násilí na homosexuálech během druhé světové války se poté dlouho mlčelo. Své prožitky nacistické perzekuce homosexuálů promítl do svých děl mj. spisovatel a gay Ladislav Fuks.

### Komunistický režim v Československu

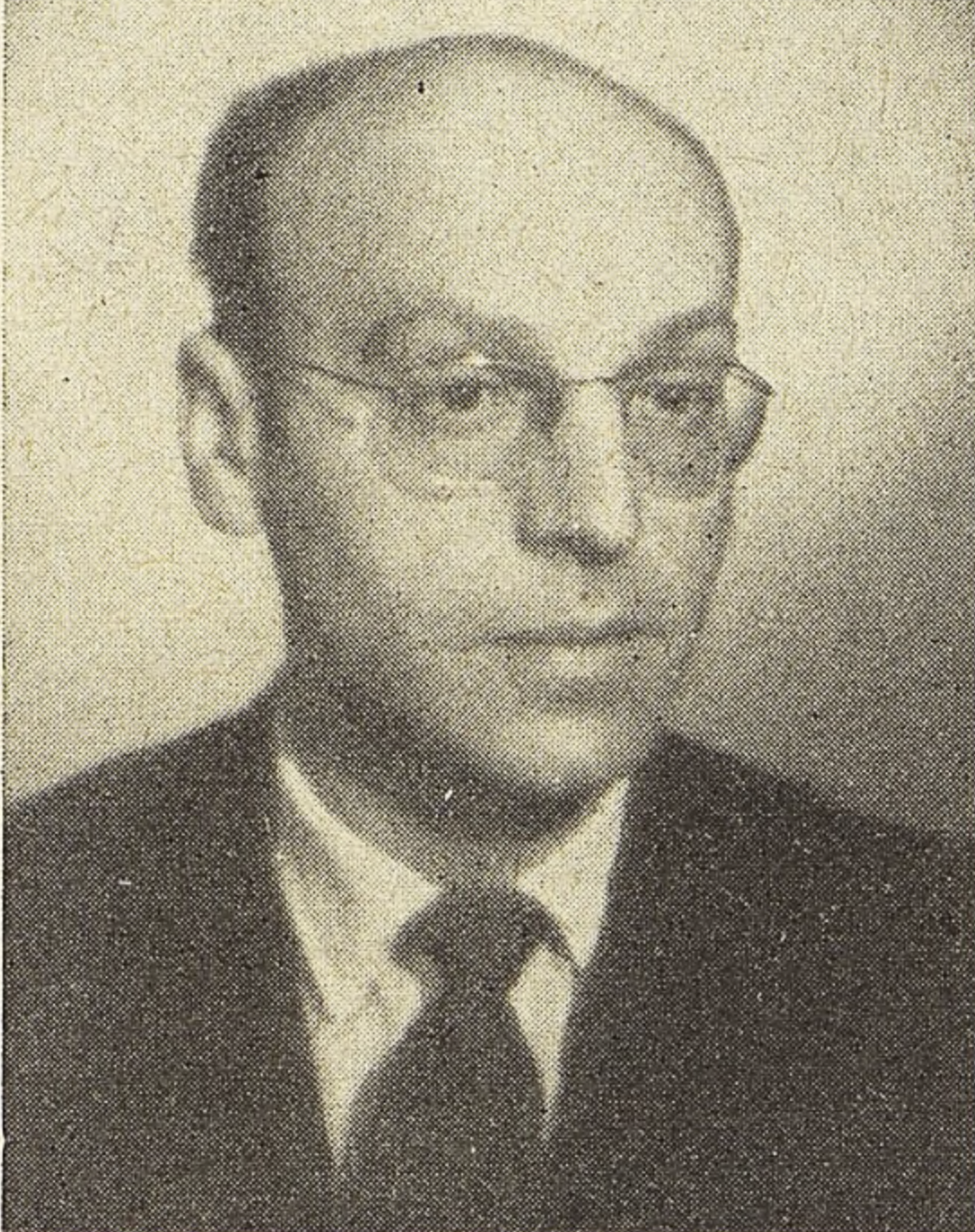
Psychiatr Kurt Freund

Během komunistického režimu v Československu došlo v roce 1961 (s platností od 1. ledna 1962) k legalizaci stejnopohlavního sexuálního styku, prosazeného díky vědeckému výzkumu Kurta Freunda, který za pomocí penilní pletysmografie mozku homosexuálních mužů prokázal, že sexuální orientace není otázkou volby. Rovněž byl postupně tlumen trend tzv. léčby homosexuality, terapeutického procesu, který často končil zhoršením psychického stavu pacientů. Sám Freund se těmito terapiemi dříve zabýval, posléze je vyhodnotil jako nesmyslné. Gayové a lesby přesto dále čelili velké míře společenské stigmatizace a šikaně ze strany policejních složek. Např. divadelní a filmový herec Eduard Cupák byl kvůli své orientaci za svých studií na JAMU vyslýchán StB a bylo mu vyhrožováno, že nebude moci budovat svou kariéru.
Snaha o změnu přišla až s rozšířením pandemie HIV/AIDS koncem 80. let, kdy se téma homosexuality začalo dostávat do médií a objevovaly se názory, které nabádaly k přijetí a integraci gayů a leseb do většinové společnosti.

### ČSFR
K dalšímu legislativnímu pokroku v LGBT právech došlo po Sametové revoluci roku 1989 po zřízení ČSFR 1990, kdy byl sjednocen legální věk způsobilosti k pohlavnímu styku pro obě orientace na 15 let (dříve byla stanovená na 15 let pro heterosexuály a 18 let pro homosexuály). Dále bylo zrušeno ustanovení o trestu veřejného pohoršení homosexuálním chováním. Armáda ČR nijak nezohledňuje sexuální orientaci svých členů, a tím pádem je zcela přístupnou pro otevřeně homosexuální osoby. Homosexuální prostituce je v Česku legální od roku 1990.

### Česká republika
Jednou z výrazných osobností hnutí za práva LGBT se v Česku v 90. letech stal mj. herec Jiří Hromada. V únoru 1990 se stal spoluzakladatelem Hnutí za rovnoprávnost homosexuálních občanů (HRHO), v letech 1991–2000 pak předsedal Sdružení organizací homosexuálních občanů (SOHO) v ČR, které celkově zastřešovalo na čtyřicet regionálních organizací.

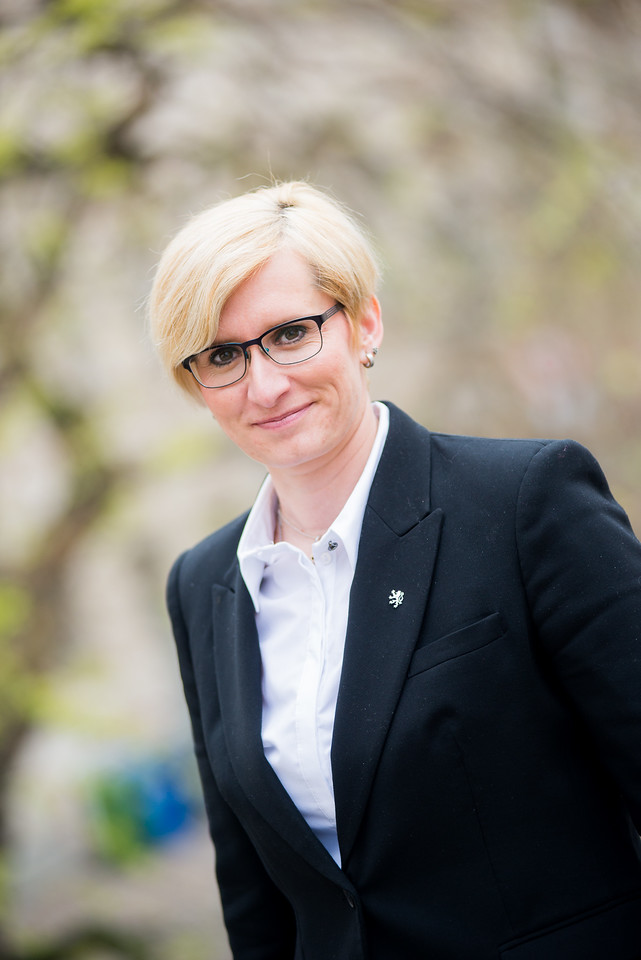
Bývalá ministryně obranyKarla Šlechtová (2017)

Neregistrované soužití bylo zde uzákoněno roku 2001, soustavně pak pokračovaly debaty o uzákonění registrovaného partnerství. Návrh zákona byl v parlamentu předložen celkem čtyřikrát – v letech 1998, 1999, 2001 a 2005. Dne 16. prosince 2005 byl návrh schválen Poslaneckou sněmovnou PČR a postoupen Senátu PČR, který jej schválil 26. ledna 2006 a dal k podpisu prezidentovi Václavu Klausovi, který jej vetoval. Prezidentské veto bylo poslaneckou sněmovnou přehlasováno 15. března 2006 těsnou většinou, kterou tvořil skoro celý klub ČSSD, Unie svobody a dvě třetiny KSČM. Naopak kluby KDU-ČSL a ODS (s výjimkou dvou poslanců) zákon nepodpořily. Zákon o registrovaném partnerství nabyl účinnosti 1. června 2006. Od tohoto data je možné uzavírat registrované partnerství, které garantuje stejnopohlavním párům některá privilegia plynoucí z manželství mimo například plných adopčních práv a nároku na pozůstalostní důchody.
Na jaře 2010 prošel coming outem tehdejší ministr dopravy úřednické vlády Jana Fischera Gustav Slamečka, jakožto první muž ve vládní funkci v Česku. Došlo k tomu v rozhovoru pro Mladou frontu Dnes poté, co se v médiích objevily urážlivé výroky odboráře Jaromíra Duška, ve kterých Slamečku za jeho orientaci ostrakizoval. V březnu 2017 přiznala svou orientaci tehdejší ministryně obrany za ANO Karla Šlechtová, jakožto první žena ve vládní funkci.

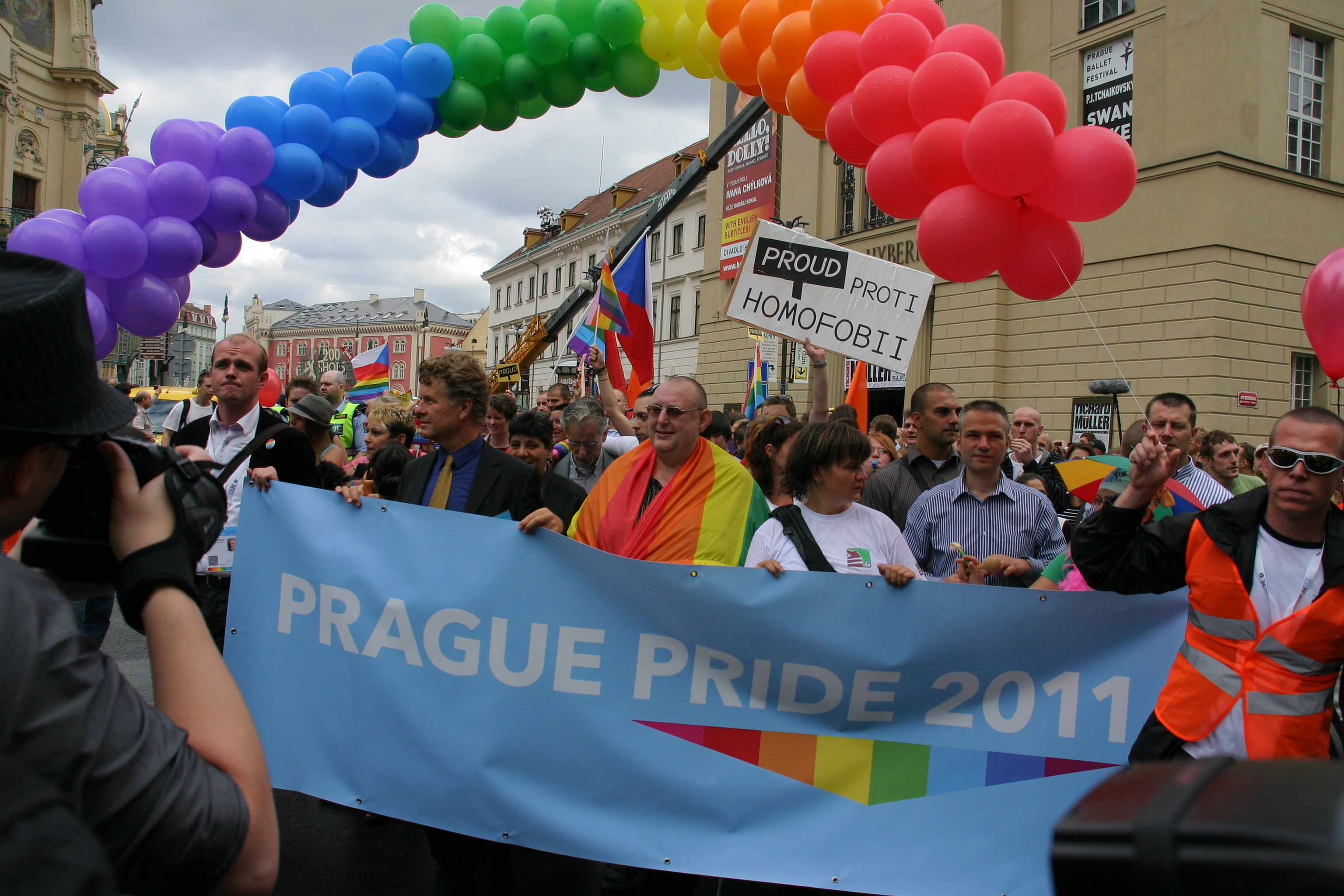
Prague Pride 2011: zleva Czeslaw Walek, Boris Dittrich, Jiří Hromada, Janis Sidovský ad. v čele průvodu

28. června 2008 se v Brně uskutečnila Queer Parade s podtitulem Duhová vlna, která zformovala také průvod hrdosti městem, akce s tématem LGBT se pak v Brně začaly dít každoročně. Od roku 2011 se v Praze, hlavním městě země, pořádá festival Prague Pride, včetně průvodu městem, kterého se pravidelně účastní desetitisíce lidí. V roce 2013 měl být profesorem Univerzity Karlovy jmenován literární historik a gay Martin C. Putna. Český prezident Miloš Zeman ho nejprve odmítl jmenovat poté, co se Putna zúčastnil festivalu Prague Pride. Zeman později s Putnovým jmenováním souhlasil, ale sám se jmenování nezúčastnil a jmenovací dekret byl předán ministrem školství.
V 10. letech 21. století se pak zintenzivnila debata o zavedení stejnopohlavních sňatků, v níž se mj. angažovala iniciativa Jsme fér. Zákon byl ve sněmovně opakovaně předložen, ale nebyl schválen. V únoru 2024 pak schválila Poslanecká sněmovna novelu, která ruší institut registrovaného partnerství, zavedený v roce 2006, a zavádí nový institut zvaný Partnerství. Schválením novely došlo k posílení práv stejnopohlavních párů, novela umožnila například zřídit společné jmění, zvolit stejné příjmení, žádat o vdovský důchod nebo navštívit z titulu partnera partnera v nemocnici. Ta jim z institutu registrovaného partnerství totiž nevyplývala. Jedinými rozdíly mezi manžely a partnery tak bude kromě názvu skutečnost, že partneři nebudou moci společně adoptovat děti. Oficiálně tak bude muset učinit jen jeden z partnerů, což bylo možno již od verdiktu Ústavního soudu z roku 2016. Novela byla po schválení v Poslanecké sněmovně předložena Senátu, kde bude také projednána. Platná by měla být od roku 2025. Iniciativa Jsme fér to označila za neúspěch.
Roku 2022 prošel coming outem poslanec Jiří Navrátil, jakožto vůbec první vysoký politik v otázkách LGBT silně konzervativní české křesťanské demokracie.